# Alive, She Cried
Alive, She Cried je živé album americké rockové skupiny The Doors. Album je sestaveno z různých koncertních vystoupení skupiny mezi lety 1968-1970. Bylo vydáno v říjnu 1983 a po albu Absolutely Live to je v pořadí druhé, oficiálně vydané koncertní album The Doors.

## Seznam skladeb
1. "Gloria" (Van Morrison) – 6:17
2. "Light My Fire" – 9:51
3. "You Make Me Real" – 3:06
4. "The WASP (Texas Radio and the Big Beat)" – 1:52
5. "Love Me Two Times" – 3:17
6. "Little Red Rooster" (Willie Dixon) – 7:15
7. "Moonlight Drive" – 5:34